# Kościół św. Bartłomieja w Fleury la Montagne
Kościół św. Bartłomieja w Fleury la Montagne – romański kościół w Fleury-la-Montagne w Burgundii, w departamencie Saona i Loara pod wezwaniem św. Bartłomieja apostoła.
Początki kościoła nie są dokładnie znane. Najstarsza część wieża oraz apsyda pochodzą z XIII wieku.  Kościół został gruntownie przebudowany w XVIII i XIX wieku. W 1780 roku mistrzowie włoscy dokonali przebudowy wystroju kościoła oraz kaplic w stylu barokowym. W 1814 roku dokonano kolejnej przebudowy kościoła. Rozszerzono nawę główną oraz nawy boczne. Wówczas także dobudowano ośmiokątny spiczasty dach na wieży kościoła.

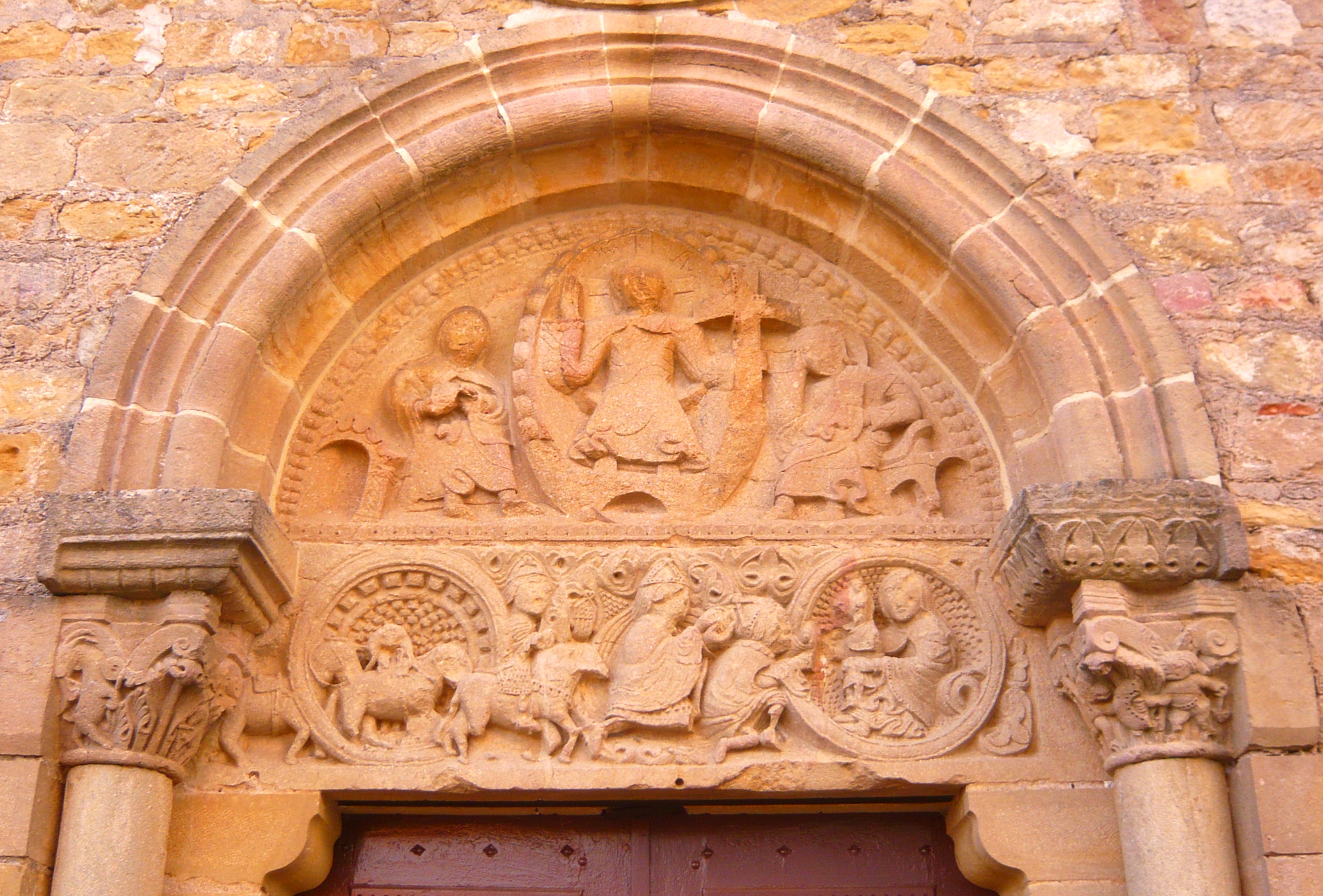
Tympanon

Z oryginalnego romańskiego wystroju zachował się zachodni portal. Zwieńcza go prosty półkolisty tympanon z postacią Chrystusa, na nadprożu wyrzeźbiona jest scena składania darów przez Trzech Królów. Na głowicy lewej kolumny można zauważyć postacie muzykujących zwierząt, a na prawej uzbrojonego wojownika z okrągłą tarczą walczącego z potworem.